# Пантелеевский, Николай Никитович
Пантелеевский Николай Никитович (27 октября 1851 года, Пенза — после 1917 года) — педагог, краевед, действительный статский советник, общественный деятель, один из руководителей Воронежского отдела Союза Русского Народа..

## Биография
Николай Никитович Пантелеевский родился 27 октября 1851 года в Пензе.
В 1873 году окончил физико-математический факультет Казанского университета.
В 1873—1876 годах работал в учебных заведениях Пензы.
В 1876—1878 годах преподавал физику и математику в Воронежской губернской гимназии.
В 1878—1915 годах работал начальником технического железнодорожного училища.
С 1915 по 1917 годы преподавал математику в епархиальном женском училище.
Активно участвовал в политике, в 1906—1912 годах возглавлял воронежское отделение «Союза русского народа», его крайне правые взгляды не раз служили объектом критики в либеральной печати.
Научные интересы Пантелеевского во многом были связаны со служебной деятельностью.
С 1882 года печатался в газетах «Дон» и «Воронежский телеграф». Публикации касались событий последней четверти XVIII века, положения купечества, создания народного училища, изменений в облике Воронежа.
С середины 1880-х годов перешёл к изучению истории учебных заведений Воронежа, преимущественно гимназий. Пантелеевский составил «Хронологический список учебных и учебно-воспитательных учреждений Воронежа и уездных городов Воронежской губернии» (1898). В «Памятной книжке Воронежской губернии на 1900 год» поместил биографические сведения о должностных лицах и педагогах за 1786—1886 годы. В других статьях им детально исследована гимназическая жизнь 1830—1860-х годов. Пантелеевский собрал альбом портретов педагогов гимназии за 1812—1887 годы и преподнёс губернскому музею.
25 ноября 1907 года и 17 декабря 1907 года на его жизнь были совершены покушения. В марте 1917 года Пантелеевский был арестован, но вскоре освобождён. Послереволюционная его судьба не известна.